# Camera dell'Assemblea della Tasmania
La Camera dell'Assemblea della Tasmania è la camera bassa del Parlamento della Tasmania. Essa si riunisce, insieme al Consiglio legislativo, nel Palazzo del Parlamento a Hobart.
Essa è composta da 35 membri ed è rinnovata ogni quattro anni.
A differenza di altri parlamenti statali australiani, la Camera dell’Assemblea della Tasmania è eletta da vari collegi plurinominali, mentre il Consiglio legislativo della Tasmania è invece eletto da vari collegi uninominali. Tale assetto è inusuale nel continente, dove invece, seguendo il modello federale, la camera bassa (più vicina alle istanze locali) è eletta da collegi uninominali, mentre la camera alta (più vicina a istanze di rappresentanza politica e scrutinio legislativo) è eletta da collegi plurinominali.

## Storia
L'attuale Camera dell'Assemblea è stata creata, aggiungendosi al Consiglio legislativo già esistente dal 1825, dalla Costituzione della Tasmania nel 1856, dopo aver ottenuto l’auto-governo dall’Impero britannico. Essa si è trasformata in legislatura statale con l’adesione dell’area all’Federazione nel 1901.

## Competenze
L’Assemblea ha il potere di eleggere e censurare il Premier, approvare la legge di bilancio e legiferare su tutte le materie non attribuite alla Federazione, essendo questa, a differenza dei Territori, legittimata da un potere sovrano statale preesistente e riconosciuto dalla Costituzione nazionale, non delegato dal Governo federale.  